# Musée virtuel de la Femme combattante
Le Musée virtuel de la Femme combattante (en espagnol : Museo Virtual de la Mujer Combatiente MVMC) est une plate-forme et un espace historique virtuel espagnol dédié à la mémoire et à la participation des femmes républicaines, résistantes et combattantes pendant la guerre d'Espagne.

## Le projet
Mis en ligne le 26 avril 2021 et officiellement inauguré le 2 novembre 2021, le Musée virtuel de la Femme combattante est le résultat de l'étude, de la recherche et de la documentation sur les femmes qui ont pris une part active dans le Front populaire et le gouvernement de la République contre le soulèvement nationaliste des 17 et 18 juillet 1936 en Espagne.
Son contenu comprend une couverture géographique (l'Espagne) et temporelle (période de 1936 à 1939).
Le musée, initiative universitaire, a l'appui des pouvoirs publics. Il a le soutien de l'Institut des femmes, du Ministère espagnol de l'Égalité et du Ministère de la Présidence, avec la collaboration de la Fondation Rosa-Luxemburg. Le site est hébergé par l'Université Pompeu-Fabra de Barcelone. 

## L'équipe
L'équipe de recherche et de développement du projet est formé par :  
- Gonzalo Berger (Université Pompeu Fabra)[7];
- Tània Balló Colell, écrivaine et réalisatrice[8], qui a notamment remis en lumière le mouvement des Las Sinsombrero et le destin tragique de Pepita Laguarda Batet, première milicienne morte au combat durant la guerre d'Espagne;
- Mónica Jato (Université de Birmingham)[9];
- Alison Ribeiro de Menezes (Université de Warwick)[10].

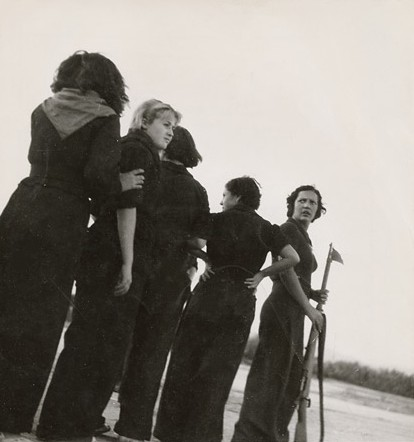
Miliciennes en 1936, photographie de Gerda Taro.

## Le fonds
Le fonds du Musée virtuel de la Femme combattante provient d'archives nationales et internationales, publiques et privées. Évolutif et participatif, il permet aujourd'hui de documenter l'histoire de plus de 3.200 femmes combattantes de toute l'Espagne, reconstituant les biographies passées sous silence durant l'Espagne franquiste.